# Saint-Denis-le-Vêtu
Saint-Denis-le-Vêtu település Franciaországban, Manche megyében. Lakosainak száma 605 fő (2022. január 1.). Saint-Denis-le-Vêtu Ouville, Montpinchon, Roncey, Saussey és Quettreville-sur-Sienne községekkel határos.

## Népesség
A település népessége az elmúlt években az alábbi módon változott:
| Lakosok száma | 648  | 539  | 547  | 605  | 607  | 618  | 620  | 632  | 636  | 605  |
|               | 1968 | 1982 | 1990 | 2006 | 2013 | 2015 | 2017 | 2019 | 2020 | 2022 |